# Alison Steadman
Alison Steadman (ur. 26 sierpnia 1946 w Liverpoolu) – brytyjska aktorka teatralna i filmowa.

## Wybrana filmografia
- Burzliwy poniedziałek (1988)
- Shirley Valentine (1989)
- Życie jest słodkie (1990)
- Duma i uprzedzenie (serial telewizyjny, 1995)
- Topsy-Turvy (1999)
- Confetti (2006)
- Orphan Black (serial, 2015-16)